# Weserflug WP 1003
Weserflug WP 1003 var ett tyskt försök att konstruera ett militärt tiltrotorflygplan med VTOL egenskaper 1938.
1938 inledde diplomingenjör Simon vid Weser Flugzeugbau konstruktionsarbetet av ett tiltrotorflygplan. Projektet namngavs P.1003 och stöddes av RLM. Flygplanet var ett högvingat monoplan med en propeller i var vingspets. Flygplanet skulle enligt ritningarna vara försett med ett infällbart hjullandställ samt ett infällbart sporrhjul. En Daimler-Benz motor monterades i flygplanskroppen och med drivaxlar överfördes kraften till propellrarna. Hela den yttre delen av vingen kunde vridas 90 grader så att propellrarna riktas rakt upp och dessa skapar en lyftkraft som lyfter flygplanet som en helikopter. Väl i luften vrids propellern till horisontalläge och flygningen försiggår som i ett vanligt flygplan. Rotor-/propellerdiametern var 4,0 meter, normalt vid den här storlekstypen av flygplan brukar den vara cirka 2,0 meter.
Under 1980-talet fick WP 1003 en fungerande efterföljare i det amerikanska tiltrotorrotorflygplanet Boeing V-22 Osprey.